# 天佑美国 (李·格林伍德歌曲)
《天佑美国》是一首美國愛國歌曲，由鄉村音樂人李·格林伍德創作與演唱，被認為是其代表作之一。歌曲的創作靈感源於歌手對大韓航空007號班機空難的感受，他希望寫一首能讓美國更加團結的歌曲。歌曲在《告示牌》热门乡村歌曲榜最高排第7，曾被提名為葛萊美獎最佳鄉村歌曲，并在1984年共和黨全國代表大會中使用，被多名藝人翻唱。

## 背景與創作
格林伍德創作這首歌曲的初衷是為了表達自己對大韓航空007號班機空難的感受。他說：“我一直都想寫這樣一首歌。有這個想法時，我們一年有300天在路上，在MCA準備我們的第4或第5張唱片。我打給我的製作人，說自己需要做這樣一首歌。我一直想寫一首關於美國的歌，我們需要更加團結。”格林伍德表示，歌曲的歌詞是“自然而然地寫成的”，歌詞反映了他身為美國人的自豪。
談及歌曲的歌詞，格林伍德表示，自己是個保守的基督徒，因此決定在歌曲中首先提到上帝。歌曲中提到了多座城市。談及選擇這些城市的原因，格林伍德表示：“我來自加州，而我一個弗吉尼亚州或者纽约州的人都不認識，所以我寫歌時，我和製作人討論了一下四座想（在歌中）提及的城市。本來我們打算寫西雅圖或者迈阿密，但最終我們選擇了纽约和洛杉矶，製作人則建議了底特律和休斯敦，因為這兩座城市都是我們經濟基礎，馬達之城和石化產業最發達的地區。”歌曲的曲調靈感則源自約翰·菲利普·蘇沙。

## 歌詞
在歌曲中，格林伍德首先唱到如果有一天自己失去一切，一切將要重新開始，他會選擇在美國重新開始，因為在那裡，他的自由得以保障。接著，他回憶起那些先烈們是怎樣為自由而犧牲的，并宣告自己將會滿心歡喜，起身而立，將美國守衛，因為自己熱愛這個國家。

## 榜單排行
| 榜單（1984年）                   | 最高 排位 |
| -------------------------------- | --------- |
| 美國（《告示牌》热门乡村歌曲榜） | 7         |
| 榜單（2001年）                   | 最高 排位 |
| 美国（《告示牌》百大單曲榜）     | 16        |
| 美國（《告示牌》热门乡村歌曲榜） | 16        |
| 美國（《告示牌》成人當代單曲榜） | 12        |

## 銷售認證
| 地區                                  | 认证 | 认证单位/销量 |
| ------------------------------------- | ---- | ------------- |
| 美国（美國唱片業協會）                | 白金 | 1,192,000     |
| *僅含認證的實際銷量 ^僅含認證的出貨量 |      |               |

## 影響力與後續
歌曲曾被提名為葛萊美獎最佳鄉村歌曲。歌曲在1984年共和黨全國代表大會中使用。而1991年的海灣戰爭，則讓歌曲成為了归国與遊行的必備。2003年，格林伍德重錄了這首歌曲，并發行了新版本《God Bless the U.S.A. 2003》。此外，他亦為歌曲創作了加拿大版本《God Bless You Canada》。碧昂絲、桃莉·巴頓和《美國偶像》參賽者均翻唱過這首歌曲。

## 外部連結
- Allmusic Entry